# Фокин, Александр Серафимович
Александр Серафимович Фокин (13 декабря 1954, Демкино, Рязанская область — 9 ноября 2005, Матросская тишина) — глава города Подольска Московской области с 2003 по 2005 год.

## Биография
Родился в селе Демкино 13 декабря 1954 года. Окончил школу, поступил в Подольский индустриальный техникум. С 1973 по 1975 год служил в Советской армии, в ракетных войсках. После демобилизации работал на подольском молокозаводе, параллельно учился в институте по инженерно-экономическому профилю.
После окончания института устроился на работу на подольский пищевой комбинат как инженер-механик. Вскоре возглавил предприятие как директор. С 1991 по 1999 год избирался депутатом Подольского городского совета депутатов, с 1999 по 2003 год — дважды избирался депутатом Московской областной думы. 25 мая 2003 года победил на выборах в мэры города Подольска. При нём город Подольск 23 ноября 2004 года был наделён статусом городского округа.
22 апреля 2005 года Александру Фокину было официально предъявлено обвинение в организации убийства главного конкурента в предвыборной кампании на должность главы города — первого заместителя главы администрации города Подольска Петра Забродина, которого в ночь с 13 на 14 июня 2002 года неизвестные расстреляли в служебном автомобиле «Волга» недалеко от собственного коттеджа в деревне Сальково. 9 ноября 2005 года Фокин был обнаружен повесившимся в палате тюремной больницы в следственном изоляторе «Матросская тишина».

## Награды
- Почётная грамота Совета Министров Республики Беларусь (6 октября 2004 года) — за активное многолетнее участие в торгово-экономическом, научно-техническом и культурном сотрудничестве между Республикой Беларусь и Московской областью Российской Федерации[6].